# Гларус
Гларус је град у источној Швајцарској. Гларус је главни град истоименог кантона Гларус, као и његово највеће насеље.

## Природне одлике
Гларус се налази у источном делу Швајцарске. Од најближег већег града, Цириха град је удаљен 80 км југоисточно.
Рељеф: Гларус се налази у омањој долини реке Линт. Окружење града је изразито планинско - град окружују високи Гларуски Алпи.
Клима: Клима у Гларусу је умерено континентална.
Воде: Кроз западни обод Гларуса протиче река Линт, која дели град на већи, западни и мањи, источни део.

## Историја
Гларус се први пут помиње 1178. г. 1419. године насеље постало средиште долине Линт, која је данас окосница кантона.
У 18. и 19. веку долина је почела добијати индустријске погоне. Међутим, 1861. године већи део града је прогутао пожар, после чега је град обновљен у савременом духу, ортогоналне мреже правилних и широких улица.
У Гларусу је 1864. године доведено прво правило у Европи које каже да ниједан радник не сме да ради више од 12 сати на дан. Током 19. века Гларус се почиње брже развијати и јачати економски. Тада град добија одлике значајнијег насеља. Ово благостање се задржало до дан-данас.

## Становништво
2008. године Гларус је имао нешто мање од 6.000 становника. Од тога приближно 23,7% су страни држављани.
Језик: Швајцарски Немци чине традиционално становништво града и немачки језик је званични у граду и кантону. Међутим, градско становништво је током протеклих неколико деценија постало веома шаролико, па се на улицама Гларуса чују бројни други језици. Тако данас немачки говори 86,0% градског становништва, а прате га италијански (4,8%) и албански језик (2,6%).
Вероисповест: Месни Немци су од 16. века протестанти. Они су и данас претежно становништво - 45,4%, али се последњих деценија увећао удео римокатолика - 37,7%.

## Галерија слика
- Градски трг
- Градска црква у неороманици
- Здање кантоналне управе
- Железничка станица